# Bad Großpertholz
Bad Großpertholz – uzdrowiskowa gmina targowa w Austrii, w kraju związkowym Dolna Austria, w powiecie Gmünd, w rejonie Waldviertel. Liczy 1 347 mieszkańców (1 stycznia 2014).